# ザ・ビーチ
『ザ・ビーチ』（原題：The Beach）は、アレックス・ガーランドの小説、またはそれを元にした2000年のアメリカ映画。
『タイタニック』で一世を風靡したレオナルド・ディカプリオが、次に何に出るか、100本以上のオファーを蹴ってまで、出演を決めた異色作である。

## あらすじ
何かを求めるように、一人旅でタイにやってきたリチャード（レオナルド・ディカプリオ）だが、新しい事をしようとしても、結局、同じ事の繰り返し。そんな時、カオサン通りの安宿でダフィという奇妙な男と知り合う。ダフィは伝説のビーチについて、とり憑かれたように語る。そこは、美しすぎるほどに美しく、日常の全てから解放される夢の楽園。だが、その翌日、ビーチの場所を記した地図を残し、ダフィは変死していた。ビーチの存在に半信半疑なリチャードだったが、ダフィの死をきっかけに、隣室にいたフランス人のカップル、フランソワーズとエティエンヌと共に、楽園を探す旅へ出かける事になる。
その島へ近づくため、とりあえず観光ルートをたどる事になるが、さらに、その道中で知り合ったサミーとゼフからも、今、タイで密かに流行っている伝説のビーチの噂を聞かされる。そのビーチは、外界からは完全に遮断された場所にあり、真っ白な砂浜に、どこまでも透き通った綺麗な海、しかも、大麻が大量に茂っていて、朝から晩まで吸い放題だという。冗談めかして話す二人だったが、地図を持つリチャードは、彼らと別れる前に、こっそり、楽園への行き方を記した地図を書き映して置いていく。その事が、後に思ったよりも恐ろしい事態を招く事に気づくよしもなかった。

## キャスト
| 役名           | 俳優                             | 日本語吹き替え | 日本語吹き替え |
| 役名           | 俳優                             | ソフト版       | 日本テレビ版   |
| -------------- | -------------------------------- | -------------- | -------------- |
| リチャード     | レオナルド・ディカプリオ         | 松田洋治       | 石田彰         |
| サル           | ティルダ・スウィントン           | 唐沢潤         | 榊原良子       |
| ダフィ         | ロバート・カーライル             | 岩崎ひろし     | 安原義人       |
| フランソワーズ | ヴィルジニー・ルドワイヤン       | 高橋理恵子     | 佐古真弓       |
| エティエンヌ   | ギヨーム・カネ                   | 遊佐浩二       | 川島得愛       |
| ゼフ           | ピーター・ヤングブラッド・ヒルズ |                | 高木渉         |
| キーティ       | パターソン・ジョゼフ             | 石塚運昇       | 大川透         |
| バッグス       | ラース・アレンツ・ハンセン       | 田中正彦       | 若本規夫       |

- ソフト版︰初出：2000年10月6日発売VHS

その他の日本語吹き替え：後藤哲夫、石住昭彦、多田野曜平、柳沢栄治、真殿光昭、永井誠、清水敏孝、鳥畑洋人、小島幸子、塚本廣子、樋浦茜子、彩木香里、鈴木紀子、山川亜弥、児玉孝子
演出：蕨南勝之、翻訳：木村純子、調整：佐藤隆一、制作：ビデオテック
- 日本テレビ版 - 初回放送：2003年10月3日21:03 - 22:54 『金曜ロードショー』

その他の日本語吹き替え：佐藤せつじ、後藤敦、中田和宏、土方優人、西凛太朗、後藤史彦、佐々木健、藤原美央子、朴璐美、田村真紀、加藤沙織、原沢勝広、天田真人、大橋世津
演出：鍛治谷功、翻訳：高山美香、調整：長井利親、効果：リレーション、編集・録音：ムービーテレビジョンスタジオ、制作：小川眞紀子、佐藤陽子、プロデューサー補：野地玲子、村井多恵子、プロデューサー：大塚恭司、北島有子（日本テレビ）
- 字幕翻訳︰松浦美奈

## 原作小説との違い
リーダーのサルやフランソワーズの人物描写がかなりの部分で違う。また、ジェドという人物と、その活躍が全て削られている。
ライスランでは、キーティが電池を買ってきてもらって喜んでいたが、原作では、電池がタイ製であった事に文句を言っていた。
原作の日本語訳
- 『ビーチ』村井智之訳. アーティストハウス, 1999.1

## 撮影時のトラブル
ロケーション撮影が行われたタイのピーピー諸島は、撮影以前から進んでいた観光開発により環境破壊が危惧されていた地域であった。そこに、映画の撮影で砂浜の造成やヤシを植える予定が発表されたことから、タイ政府による抗議を受けることになった。結果的に、撮影条件として原状回復措置を図ることが盛り込まれることで折り合い、実際に撮影終了後には砂浜の撤去などが莫大な費用を掛けて実行された。外界から遮断された設定なので、コンピュータグラフィックス（CG）を用いて閉じたような風景であるが、実際のピピ島は、映画のように遮断されていない。

### その後
映画公開後、一時は1日6000人もの観光客が撮影地を訪れるようになった。2018年、タイ国立公園局はサンゴ礁保護を目的に、6月-9月の観光シーズンにかけてマヤ湾を閉鎖するなどの措置を講じた。観光客受け入れは2022年に再開されたが、人数が制限されている。
タイの最高裁判所は2022年9月13日、タイ政府に原状回復の計画提出を命じた。

## サウンドトラック
この映画で使用されサントラは評価が高く、モービー（Moby） 「ポルセリン（Porcelain）」、オール・セインツ（All Saints）「ピュア・ショアーズ（Pure Shores）」やニュー・オーダー（New Order）の「ブルータル（Brutal）」、ダリオG(dario G)の「ヴォイセス(voices)」などが収録されている。特にオール・セインツの「ピュア・ショアーズ」は2000年2月20日から2週連続で全英シングルチャート第1位に輝き、ポルセリン（Porcelain）が収録されたモービーの1999年のアルバム『Play』は1000万枚を超えるヒットとなった。映画の映像美の評価も相まって、本編をPV扱いにした、などと評されるほどだった。
| #  | 曲名                                                                                                   | 歌唱・演奏                                                                               | 曲長 |
| -- | --- | ---------------------------------------------------------------------------------------- | ---- |
| 1  | スネイク・ブラッド Snake Blood                                                                         | レフトフィールド Leftfield                                                               | 5:39 |
| 2  | ピュア・ショアーズ Pure Shores                                                                         | オール・セインツ All Saints                                                              | 4:24 |
| 3  | ポルセリン Porcelain                                                                                   | モービー Moby                                                                            | 3:58 |
| 4  | ヴォイセス Voices                                                                                      | ダリオG・フィーチャリング・ヴァネッサ・キノーンズ Dario G Featuring Vanessa Quinones     | 5:19 |
| 5  | 8 ボール 8 Ball                                                                                        | アンダーワールド Underworld                                                              | 8:51 |
| 6  | スピニング・アウェイ Spinning Away                                                                     | シュガー・レイ Sugar Ray                                                                 | 4:23 |
| 7  | リターン・オブ・ジャンゴ Return Of Django                                                              | エイジアン・ダブ・ファウンデイション Asian Dub Foundation                                | 3:34 |
| 8  | オン・ユア・オウン（クラウチ・エンド・ブロードウェイ・ミックス） On Your Own (Crouch End Broadway Mix) | ブラー Blur                                                                              | 3:32 |
| 9  | イエ・ケ・イエ・ケ（ハードフロア・ミックス） YeKe Yeke (Hard Floor Mix)                                | モリ・カンテ Mory Kante                                                                  | 3:54 |
| 10 | ウーズィー Woozy                                                                                       | フェイスレス Faithless                                                                   | 7:53 |
| 11 | リチャード、イッツ・ビジネス・アズ・ユージュアル Richard, It's Business As Usual                       | バリー・アダムソン Barry Adamson                                                         | 4:17 |
| 12 | ブルータル Brutal                                                                                      | ニュー・オーダー New Order                                                               | 4:49 |
| 13 | ロンリー・ソウル Lonely Soul                                                                           | U.N.C.L.E. フィーチャリング・リチャード・アシュクロフト UNCLE Featuring Richard Ashcroft | 8:53 |
| 14 | ビーチド Beached                                                                                       | オービタル・アンド・アンジェロ・バダラメンティ Orbital And Angelo Badalamenti            | 6:45 |